# Triumfetta obliqua
Triumfetta obliqua är en malvaväxtart som beskrevs av Albrecht Wilhelm Roth. Triumfetta obliqua ingår i släktet triumfettor, och familjen malvaväxter. Inga underarter finns listade i Catalogue of Life.